# Poste centrale de Saïgon

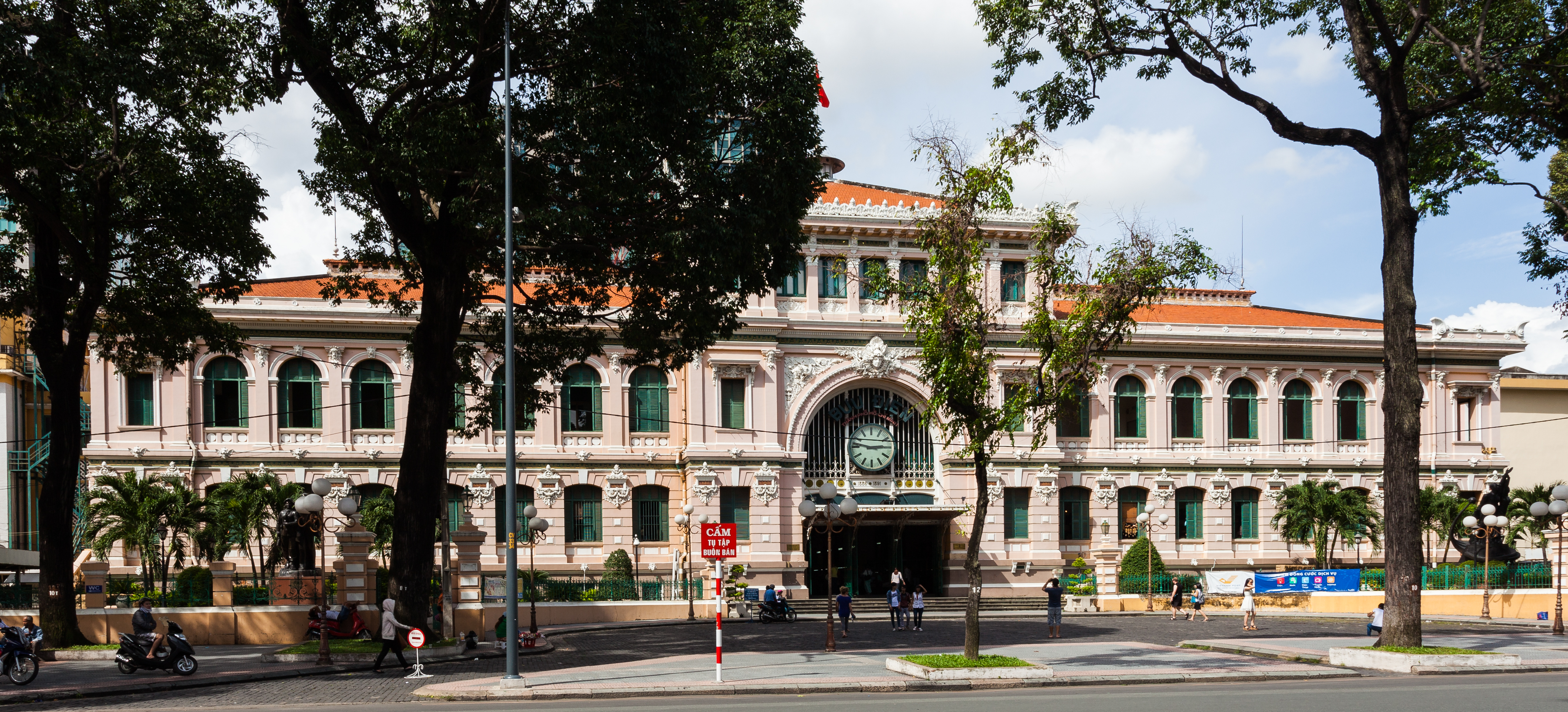
Vue de la façade.

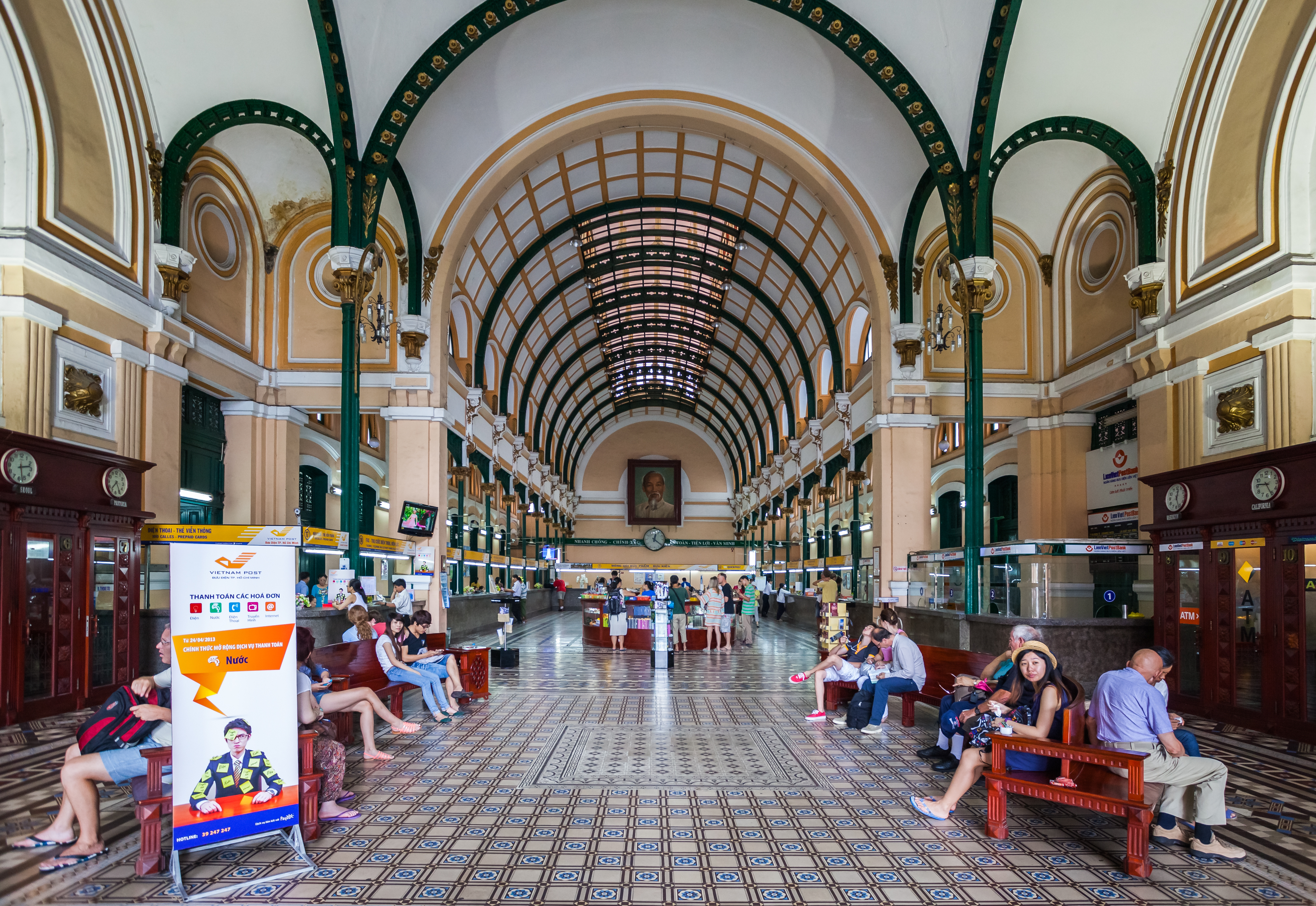
Intérieur de la Poste centrale de Saïgon.

La poste centrale de Saïgon (en vietnamien Bưu điện Trung tâm Sài Gòn) est un bâtiment abritant le bureau de poste principal du centre-ville de Hô Chi Minh-Ville (Saïgon) au Vietnam. Elle a été construite entre 1886 et 1891 par l'administration des Postes françaises, à l'époque de l'Indochine française.

## Description
La poste est construite au bord de la place de la Commune-de-Paris.
L'architecture de la poste due aux plans d'Alfred Foulhoux (1840-1892), chef du service des bâtiments civils en Cochinchine,, et, selon certaines sources, de son adjoint Auguste-Henri Vildieu, est en harmonie avec son environnement.
Le Moniteur des Colonies du 5 septembre 1891 écrit à propos du monument lors de son inauguration : « Ce monument, orné d'une façade des plus artistiques est particulièrement bien aménagé et bien compris pour les différents services auxquels il est destiné ; il fait le plus grand honneur à l'habileté et au talent du distingué architecte en chef de la colonie, M. Foulhoux. ».
Concernant la charpente métallique, un document daté de 1887 indique qu'elle a été coulée en France et expédiée en Indochine mais l'entreprise Eiffel n'est pas mentionnée contrairement à ce qui est parfois indiqué dans les guides touristiques. De plus la charpente n’est pas mentionnée dans la liste officielle des charpentes métalliques fabriquées par la société, établie par l’Association des Descendants de Gustave Eiffel (ADGE).
On trouve à l'intérieur un plan de Saïgon et une carte du réseau téléphonique de la Cochinchine datant du début des années 1930.
C'est un des sites touristiques d'Hô Chi Minh-Ville.